# 銀雀山漢簡

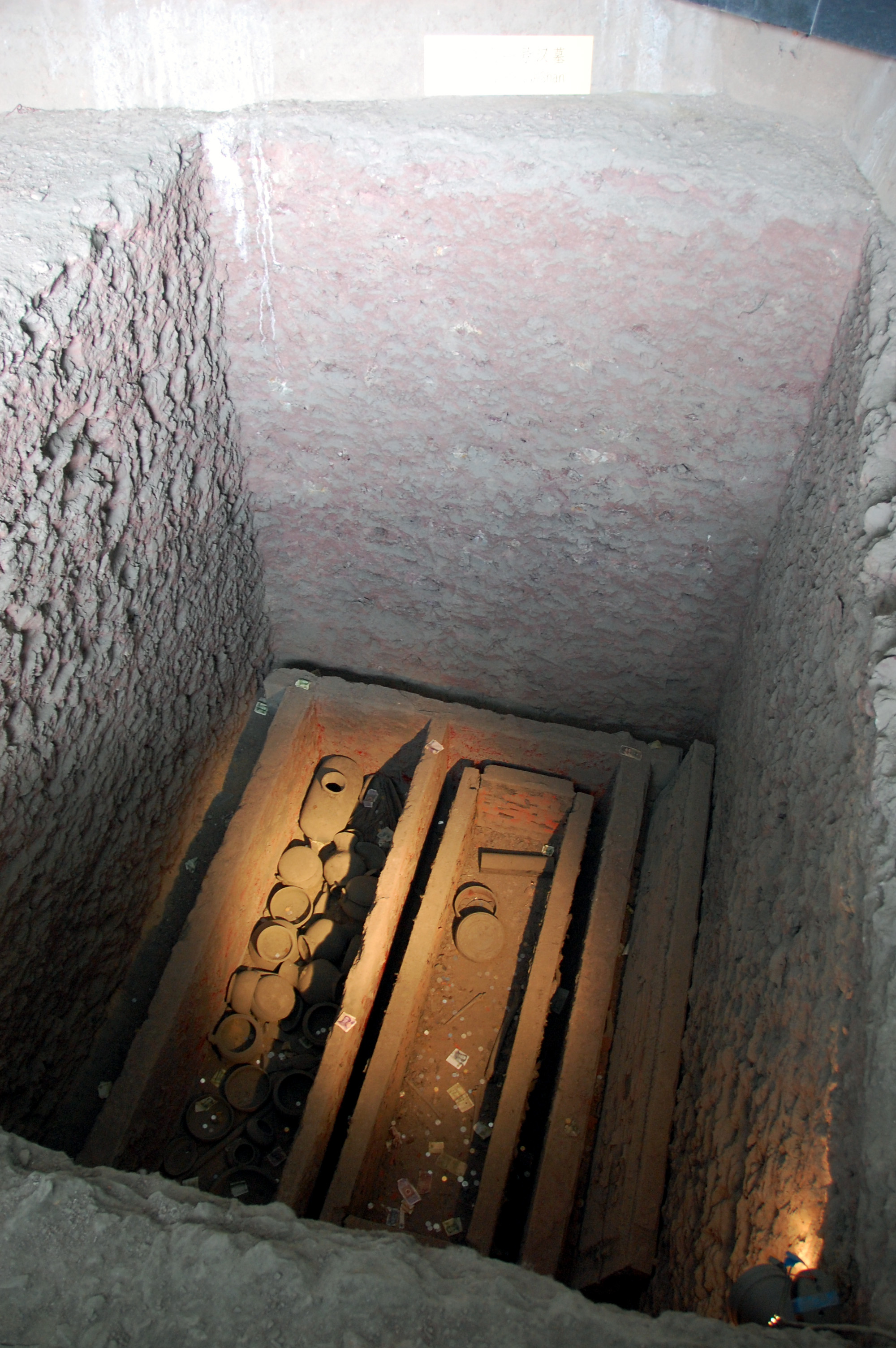
銀雀山漢墓

銀雀山漢簡（ぎんじゃくざんかんかん）は、中国の山東省臨沂県銀雀山漢墓群で1972年4月に発掘された竹簡群の総称である。銀雀山1号墓からは4942枚、2号墓から32枚の竹簡が出土しており、先秦時代に著された古籍の貴重な資料となっている。この竹簡は発掘現場から程近い銀雀山漢墓竹簡博物館に常設展示されている。

## 出土遺物
1972年4月、中国の山東省臨沂県に位置する銀雀山1号墓と銀雀山2号墓が発見され、それぞれについて発掘調査が行われた。1号墓の内部からは古代のものと見られる遺物が大量に発見された。

### 竹簡孫子
銀雀山漢墓からは、『孫子』・『孫臏兵法』の双方が出土した。それまで、『孫子』の著作者が孫臏と孫武のどちらかについて結論が出ていなかったが、『孫子』とは別に『孫臏兵法』が発見されたことにより、『孫子』の著作者は孫武であることが有力視されるようになった。発見された竹簡孫子は、他の遺物によって紀元前134年から紀元前118年のものと推定されている。

### 六韜
『六韜』は武経七書の一つに数えられる兵法書であるが、『竹簡孫子』と共に銀雀山墓で墓の内部から発見された。前漢創業の功臣である軍師の張良が黄石公から授かったという伝説があるが、この出土によって、紀元前2世紀頃に成立していたと考えられるようになった。

### 尉繚子
『尉繚子』も古代の兵法書であるが、清に姚際恒が偽書と断定し、それが一般にも知れ渡っていた。しかし、この出土で写本が発見され、戦国時代から秦に成立したと見られるようになった。写本と後代に伝えられたものを比べると、かなりの加筆がされていることが判明している。